# おりょう (小惑星)
おりょう (5823 Oryo) は、小惑星帯に位置する小惑星である。関勉が高知県芸西村の高知県立芸西天文学習館で発見した。
坂本龍馬の妻“おりょう”こと楢崎龍に因んで名付けられた。